# Лиман (озеро, Крым)
Лима́н или Караджа́, Оленевское озеро (укр. Лиман, Караджа, крымскотат. Liman, Лиман, Qaraca, Къараджа) — солёное озеро, расположенное на юго-западе Черноморского района и Тарханкутского полуострова; 5-е по площади в районе. Площадь водного зеркала — 1,36 км². Тип общей минерализации — солёное. Происхождение — лиманное. Группа гидрологического режима — бессточное.

## География
Входит в Тарханкутскую группу озёр. Длина — 1,6 км. Ширина средняя — 0,9 км, наибольшая — 1,2 км. Глубина средняя — 1 м, наибольшая — 2 м, площадь водосборного бассейна — 66,6 км². Высота над уровнем моря — −0,4 м. Озеро используется в рекреации: летом является локальным центром виндсёрфинга. Ближайший населённый пункт — село Оленевка, расположенное вокруг озера.
Озёрная котловина неправильной овальной формы. Озеро расположено в устье маловодной балки Караджа, которая в него впадает. Берега низкие, пологие. Озеро отделено от Караджинской бухты узкой песчано-ракушечниковой пересыпью шириной до 0,4 км. При повышении уровня озера или при штормах сообщается с морем через прорывы в пересыпи. У берегов распространена водяная растительность (тростник обыкновенный, рогоз узколистный). Образовалось в результате затопления морем приустьевых частей балок и отшнуровывания их от моря песчано-ракушечными пересыпями. Пересыпь озера к настоящему времени геологически полностью не сложилась, сохранились понижения, прорываемые во время волнения моря. На юге пересыпью отделяется от озера Большой Кипчак. 
Среднегодовое количество осадков — менее 350 мм. Питание — поверхностные и подземные воды Причерноморского артезианского бассейна (есть источники в восточной и северной частях озера), морские воды.  Солёность — 23,7 ‰, 24-25 ‰. Уровень воды в зависимости от сезона значительно колеблется.
Донные отложения общей толщиной 8-12 м представлены серыми и зеленоватыми илами, перекрытыми чёрными илами с примесями черепашек (ракуши).